# Nikola Peković
Nikola Peković, (en cyrillique serbe Никола Пековић) né le 3 janvier 1986 à Bijelo Polje, est un joueur international monténégrin de basket-ball. Il évolue au poste de pivot.

## Biographie
Nikola Peković commence sa carrière dans l'équipe des jeunes du KK Budućnost Podgorica pendant la saison 2001-2002. Il rejoint ensuite le KK Atlas de 2002 à 2005, puis le Partizan. Il remporte avec son club trois titres de champion de Serbie (de 2006 à 2008), deux championnats de la ligue adriatique (2007, 2008) et la coupe de Serbie en 2008.
Pour la saison 2007-08, comme pratiquement chaque année, le club serbe du Partizan voit partir les joueurs majeurs de la saison précédente, en particulier Predrag Drobnjak et Kosta Perović. Peković devient le meilleur marqueur de son équipe, avec en particulier une première journée d'Euroligue où il termine meilleur joueur de la semaine avec 29 points et 40 d'évaluation. Il termine également dans le deuxième cinq de la compétition où son club se fait éliminer en quart de finale par le club espagnol du Tau Vitoria après s'être qualifié lors du Top 16 aux dépens du Panathinaïkós d'Athènes.
Peković est élu MVP du Final Four de la ligue adriatique en 2008.
En juin 2008, il est choisi en 31e position par les Timberwolves du Minnesota lors de la Draft 2008 de la NBA. Et à l'été 2008, il signe un contrat de trois ans avec le Panathinaïkós d'Athènes. Son contrat est évalué à 4 millions d'euros.
Avec ce dernier club, il remporte l'Euroligue 2008-2009, battant en finale le tenant du titre, le CSKA Moscou. Lors du Final Four qui a lieu à Berlin, il marque 20 points et capte 2 rebonds pour 19 minutes lors de la demi-finale l'opposant à un autre club grec, l'Olympiakós Le Pirée, puis marque 6 points en 15 minutes lors de la finale. Lors de la saison suivante, le club du Panathinaïkós se voit opposer au FC Barcelone, au KK Partizan Belgrade et au Maroussi Athènes lors du top 16 de l'Euroligue 2009-2010. Le Panathinaïkós commence ce tour par quatre défaites, 59 à 64 à domicile face au Partizan, 80 à 78 à Maroussi, 83 à 71 et 67 à 70 face à Barcelone ce qui l'élimine de la compétition. Lors de ses quatre rencontres, Peković inscrit respectivement 7, 19, 11 et 20 points et capte 6, 3, 1 et 1 rebonds. Ses statistiques sur la saison sont de 14,8 points, 3,5 rebonds, 0,5 passe et 1,1 contre.
Peković est président du KK Partizan Belgrade de 2015 à 2017.

### Sélection nationale
Le 14 août 2008, Peković participe au premier match de l'histoire de l'équipe de basket-ball du Monténégro, qui se solde par une victoire 79-74 du Monténégro sur la Bosnie-Herzégovine, et marque 10 points.

## Records personnels sur une rencontre de NBA
Les records personnels de Nikola Peković, officiellement recensés par la NBA sont les suivants :
| Type de statistique        | Saison régulière | Saison régulière          | Saison régulière |
| Type de statistique        | Record           | Adversaire                | Date             |
| -------------------------- | ---------------- | ------------------------- | ---------------- |
| Points                     | 34               | @ Clippers de Los Angeles | 22 décembre 2013 |
| Paniers marqués            | 16               | @ Clippers de Los Angeles | 22 décembre 2013 |
| Paniers tentés             | 28               | @ Clippers de Los Angeles | 22 décembre 2013 |
| Paniers à 3 points réussis |                  |                           |                  |
| Paniers à 3 points tentés  |                  |                           |                  |
| Lancers francs réussis     | 12               | Raptors de Toronto        | 5 avril 2013     |
| Lancers francs tentés      | 16               | Raptors de Toronto        | 5 avril 2013     |
| Rebonds offensifs          | 10               | @ Lakers de Los Angeles   | 20 février 2013  |
| Rebonds défensifs          | 13               | Warriors de Golden State  | 22 avril 2012    |
| Rebonds totaux             | 18               | 2 fois                    |                  |
| Passes décisives           | 4                | 2 fois                    |                  |
| Interceptions              | 3                | 3 fois                    |                  |
| Contres                    | 4                | 2 fois                    |                  |
| Balles perdues             | 6                | 3 fois                    |                  |
| Minutes jouées             | 46               | @ Clippers de Los Angeles | 22 décembre 2013 |

- Double-double : 70 (au 14/11/2014)
- Triple-double : aucun.

## Palmarès

### Club
Compétitions internationales 
- Vainqueur de l'Euroligue 2008-2009
- Vainqueur de la Ligue adriatique 2007 et 2008

 Compétitions nationales 
- Champion de Serbie 2006, 2007 et 2008
- Champion de Grèce 2009 et 2010

### Sélection nationale

#### Championnat d'Europe de basket-ball
- Médaille d'or aux Championnats d'Europe des moins de 20 ans 2006 en Turquie
- Médaille de bronze aux Championnats d'Europe des moins de 20 ans 2005 en Russie
- Médaille d'or aux Championnats d'Europe des moins de 18 ans 2005 en Serbie-et-Monténégro

### Distinction personnelle
- Nommé dans le second cinq de l'Euroligue de basket-ball 2007-2008.
- Nommé dans le meilleur cinq de l'Euroligue de basket-ball 2008-2009[7].